# WeWork
WeWork — американская компания, работающая в сфере коммерческой недвижимости и предоставляющая гибкие рабочие пространства для стартапов и других компаний. WeWork проектирует и создаёт физические и виртуальные пространства для совместной работы, а также оказывает офисные услуги для предпринимателей и компаний. Компания основана в 2010 году, штаб-квартира находится в Нью-Йорке. Материнская компания WeWork называлась The We Company, сейчас — WeWork.
В 2019 году компания привлекла внимание СМИ после неудачного IPO. The Wall Street Journal отметил, что после опубликования проспекта эмиссии в августе 2019 года компания «подверглась критике за её управление, бизнес-модель и способность генерировать прибыль».
В сентябре 2019 года из-за растущего давления со стороны инвесторов, основатель компании Адам Нейман ушёл с должности генерального директора и отказался от контролирующей доли в WeWork. На фоне растущей обеспокоенности инвесторов корпоративным управлением, оценкой и перспективами бизнеса WeWork официально отозвала свою регистрацию и объявила о переносе своего IPO. На тот момент оценка компании составляла примерно $10 млрд, хотя в январе оценка составляла $47 млрд, а с 2010 года компания привлекла средства инвесторов в размере $12,8 млрд.
В октябре 2019 года Нейман получил около $1,7 млрд от SoftBank за выход из правления WeWork и разрыв большинства своих связей с компанией. Он остался консультантом компании с годовой зарплатой в $46 млн. The New York Times назвал неудачную попытку компании выйти на биржу и связанную с ней суматоху «провалом, не похожим ни на что иное в истории стартапов», который он приписал сомнительному правлению Неймана и лёгким деньгам, ранее предоставленным ему SoftBank.

## История

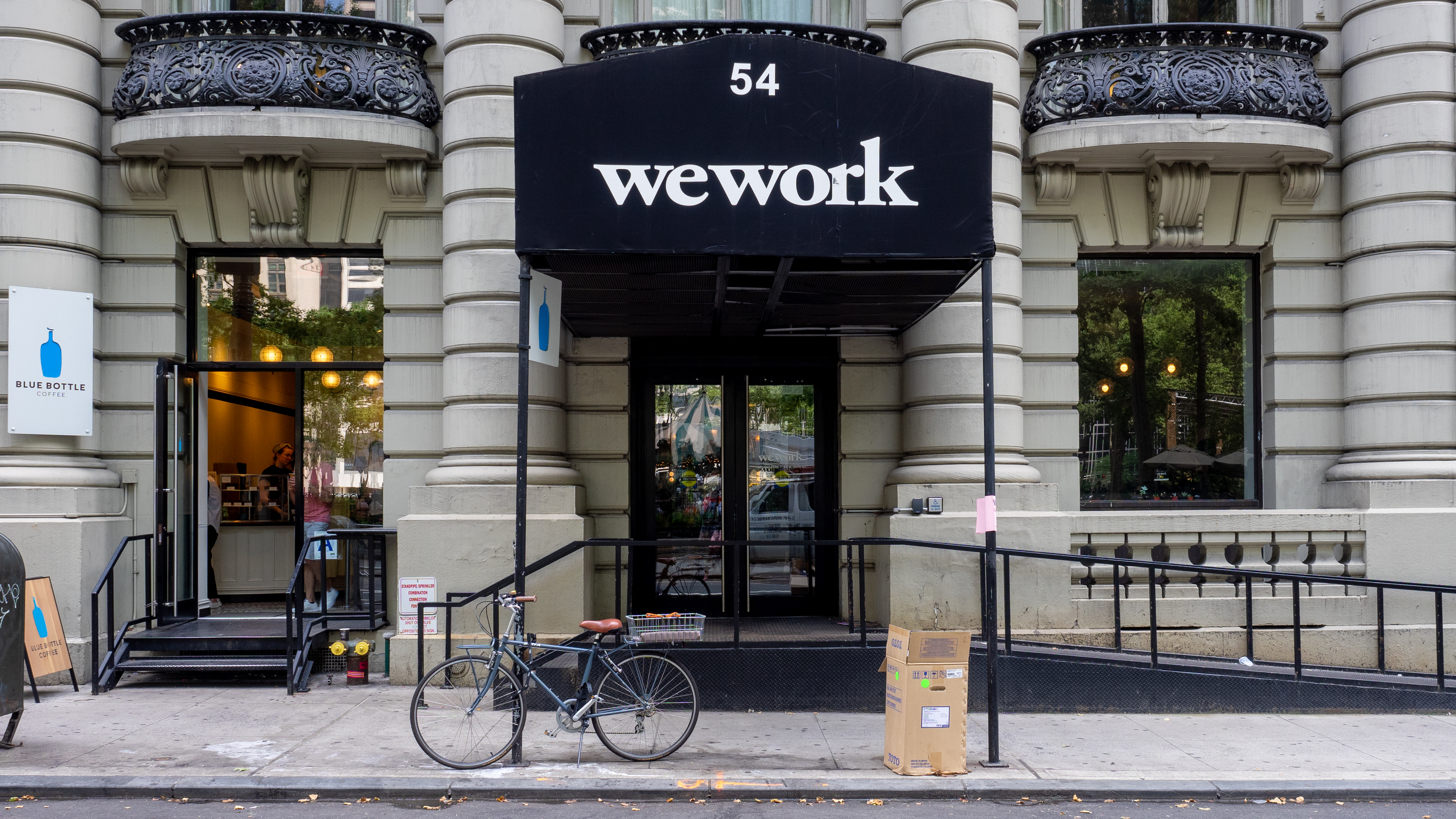
Вход в офис WeWork на Манхэттене.

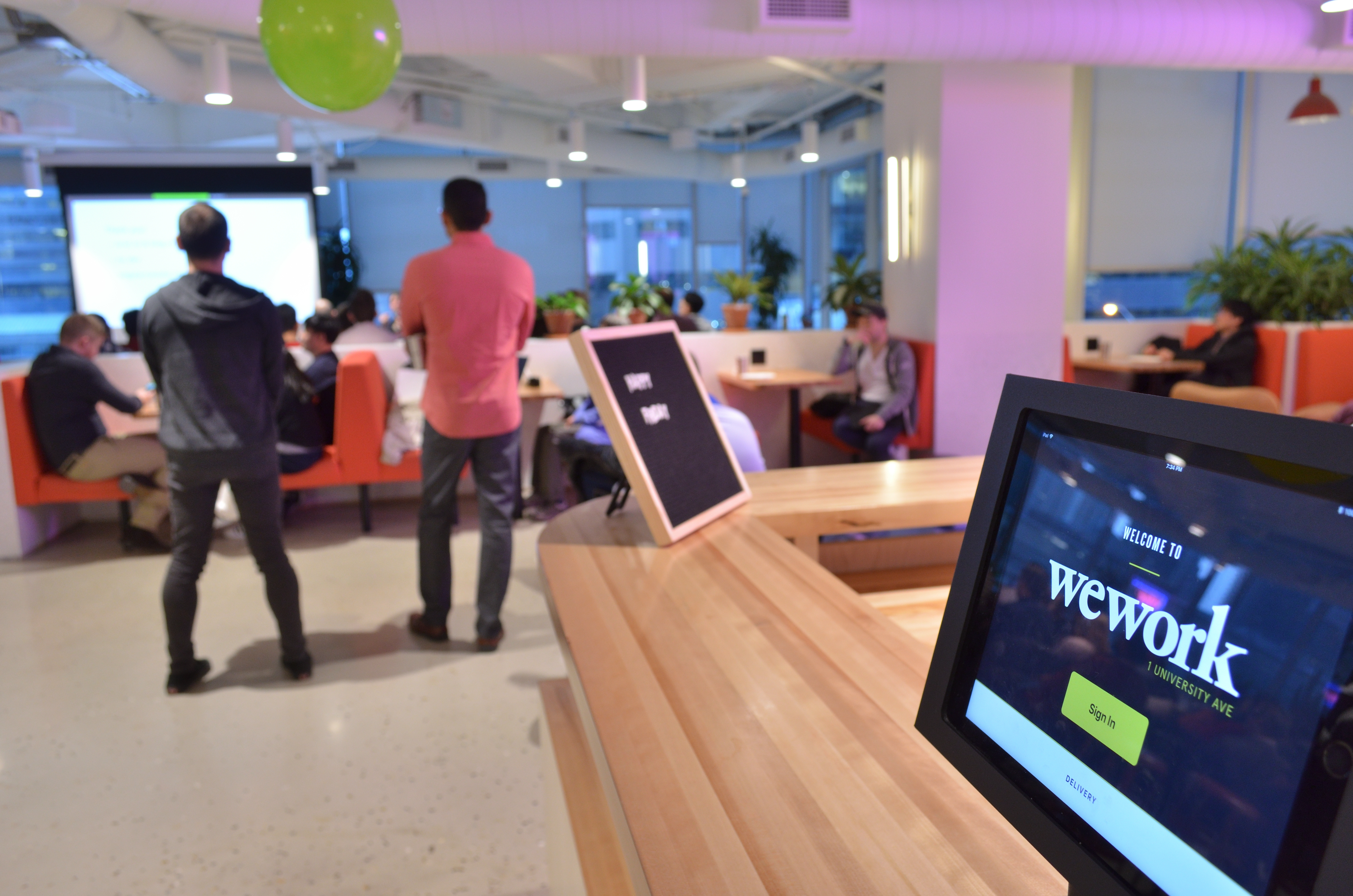
Мероприятие в WeWork Toronto

### 2008—2015
В мае 2008 года израильтянин Адам Нейман и американец Мигель МакКелви основали GreenDesk, «экологически чистое пространство для коворкинга» в Бруклине. В 2010 году Нейман и МакКелви продали бизнес и основали WeWork с первым офисом в районе Сохо в Нью-Йорке при частичном финансировании со стороны девелопера Джоэла Шрайбера, который приобрёл 33-процентную долю в компании за $15 млн. К 2014 году WeWork считался «самым быстрорастущим арендатором новых офисных площадей в Нью-Йорке» и стремился к тому, чтобы стать «самым быстрорастущим арендатором новых площадей в Америке».
Услугами WeWork пользовались такие стартапы, как Consumr, Coupon Follow, Fitocracy, HackHands, New York Tech Meetup, Reddit, Turf и Whole Whale. В 2011 году PepsiCo разместила часть сотрудников в офисе WeWork в Сохо, Манхэттен.
Инвесторами WeWork по состоянию на 2014 год являлись JPMorgan Chase, T. Rowe Price, Wellington Management Group, Goldman Sachs, Harvard Corporation, Benchmark и Мортимер Цукерман, бывший генеральный директор Boston Properties. По состоянию на январь 2015 года у компании было 54 коворкинга в США, Европе и Израиле — вдвое больше, чем в конце 2014 года, с планами охвата всех континентов к 2017 году. 1 июня 2015 года компания объявила, что Арти Минсон, бывший финансовый директор Time Warner Cable, присоединится к компании в качестве президента и главного операционного директора. WeWork был включён журналом Fast Company в число «самых инновационных компаний» 2015 года.

### 2016
В начале 2016 года компания оценивалась в $10 млрд.
9 марта 2016 года было объявлено, что WeWork привлекла $430 млн в рамках нового раунда финансирования от Legend Holdings и Hony Capital, подняв оценку компании до $16 млрд. По состоянию на октябрь 2016 года компания привлекла $1,7 млрд частного капитала.

### 2017
30 января 2017 года The Wall Street Journal сообщил, что SoftBank оценивает возможность вложения более $1 млрд в компанию WeWork Cos., что могло бы стать одной из первых сделок нового технологического фонда на $100 млрд.
В июле 2017 года после нового раунда инвестиций оценка компании достигла $20 млрд. Позже в том же месяце было объявлено, что WeWork будет активно расширяться в Китае, при этом $500 млн США инвестируют SoftBank, Hony Capital и другие для создания отдельной организации WeWork China. В сентябре 2017 года WeWork расширила свою деятельность на Юго-Восточную Азию за счёт приобретения сингапурской компании SpaceMob и выделила $500 млн для развития в Юго-Восточной Азии. Главным конкурентом фирмы в Китае является компания Ucommune с оценкой в $1,8 млрд.

### 2018
В январе 2018 года студенты, проходящие онлайн-курсы 2U, получили доступ к общим пространствам и конференц-залам WeWork. WeWork начала рассматривать возможности развития партнёрских отношений с университетами для охвата большего числа студентов, и в декабре 2018 года WeWork открыла своё первое отделение в кампусе Университета Мэриленда.
В марте 2018 года стало известно, что WeWork привлекла более $400 млн от Rhône Group для прямой покупки недвижимости. В апреле компания подала документы, связанные с планами по привлечению $500 млн за счёт выпуска высокодоходных облигаций, которые раскрыли рост выручки компании в 2017 году.
В июле 2018 года WeWork закрыла очередной раунд финансирования на $500 млн, направленный на расширение бизнеса в Китае и поднявший оценку дочерней компании до $5 млрд. В ноябре 2018 года фирма получила дополнительные $3 млрд от SoftBank в обмен на варрант, позволяющий купить новые акции WeWork к концу сентября 2019 года.
The Wall Street Journal сообщил, что Нейман любит летать на частных самолётах, и в 2018 году компания приобрела один борт за более чем $60 млн.

### 2019
В январе 2019 года компания решила сменить юридическое название WeWork на We Company, и, согласно поданным в августе 2019 года документам, за право использования этого наименования фирма заплатила $5,9 млн компании We Holdings, принадлежащей Адаму Нейману и другим учредителям WeWork. В начале сентября 2019 года Нейман вернул $5,9 млн за использование товарного знака, и компания получила все права на товарные знаки группы «We».
В январе 2019 года WeWork получила дополнительные $2 млрд от SoftBank. Инвестор рассматривал возможность вложения до $16 млрд, но снизил свои планы в связи с нестабильностью на финансовых рынках и возражениями со стороны других партнёров по инвестициям.

#### Подача заявки на IPO
29 апреля 2019 года WeWork конфиденциально подала заявку на IPO. 18 июля 2019 года Wall Street Journal сообщил, что Адам Нейман получил около $700 млн от продажи и залога своих акций перед IPO. В результате IPO компания планировала привлечь более $3,5 млрд.
В августе 2019 года We Company публично раскрыла соответствующие документы. В средствах массовой информации освещались убытки компании, выявленные в раскрытой информации, в то время как аналитики выражали опасения по поводу способности WeWork стать прибыльной в будущем. Некоторые аналитики писали, что не могут даже представить, как сделать компанию прибыльной, и отметили, что оценка компании не превысит $20 млрд.
Опасения аналитиков не были беспочвенными: ещё в 2018 году убытки и выручка WeWork увеличились вдвое. По данным Financial Times, с марта 2018 года по март 2019 года компания теряла $219 000 в час каждый день.
17 сентября 2019 года The We Company, материнская компания WeWork, решила отложить своё IPO до конца 2019 года. В подготовленном заявлении компания сообщила: «We Company с нетерпением ждёт предстоящего IPO, которое, как мы ожидаем, будет завершено к концу года». Проспект эмиссии вызвал резкую критику Адама Неймана, бизнес-модели и больших убытков компании.
24 сентября 2019 года WeWork выставила на продажу свой Gulfstream G650. Критики заявляли, что самолёт стал «красной тряпкой» в преддверии IPO компании и создал проблемы с ожиданиями сотрудников, которые не получили обещанных бонусов или повышения.
Согласно отчёту Fortune от 27 сентября 2019 года, WeWork собиралась продать три компании, приобретённые в предыдущие годы: Conductor (маркетинговая платформа SaaS для SEO), Management by Q (платформа управления офисом) и Meetup. Компания также планировала уволить от 2000 до 3000 человек, чтобы сократить расходы.
К сентябрю 2019 года оценка компании была снижена до $10–12 млрд, что меньше $12,8 млрд, которые компания привлекла с 2010 года. При этом в начале 2019 года оценка компании заявлялась на уровне $47 млрд. 6 ноября 2019 года SoftBank сообщил о списании своих вложений в WeWork на сумму $9,2 млрд. Эта сумма составляла примерно 90 процентов от $10,3 млрд, вложенных SoftBank в WeWork за последние несколько лет. На тот момент был однозначным лидером гибких рабочих пространств на рынке США, занимая долю в 69 % сегмента на конец 3 квартала 2019 года, и являясь лидером в 9 из 10 городов США с наибольшим объёмом пространств для совместной работы.
21 ноября 2019 года, WeWork уволила 2400 сотрудников, почти 20 % от своего штата по всему миру. В конце марта 2020 года WeWork уволила ещё 250 сотрудников, чтобы снизить расходы, после чего в конце апреля последовал ещё один раунд увольнений.

### 2020
В интервью Fortune в январе 2020 года один из основателей WeWork МакКелви заявил, что новая стратегия компании нацелена на спасение через снижение темпов роста. Он сказал: «Большим преимуществом небольшого замедления является то, что мы собираемся больше сосредоточиться на [продукте]». В начале года объём площадей WeWork снизился на 93 %, а рыночная доля в США упала с 69 % до 18 %. Новым лидером рынка стал IWG.
1 февраля 2020 года WeWork объявила, что с 18 февраля 2020 года они привлекут Сандипа Матрани, который сменит Адама Неймана на посту генерального директора.
В начале марта 2020 года WeWork объявила о назначении Кимберли Росс, бывшего финансового директора Baker Hughes и Avon Products, на должность финансового директора.
5 июня 2020 года соучредитель Мигель МакКелви объявил, что покидает WeWork в конце месяца.
Пандемия COVID-19 оказала сильное влияние на бизнес компании. В августе 2020 года SoftBank согласился предоставить заём в размере $1.1 млрд для улучшения финансового положения компании. За первые три квартала 2020 года компания получила убыток в $2.2 млрд, а остаток доступных денежных средств снизился до $3.6 млрд. Выручка продолжила падение, снизившись в третьем квартале на 13 % к сопоставимому периоду прошлого года, во втором квартале — на 20 % к первому кварталу года.
В сентябре 2020 года компания продала контрольный пакет в своей дочерней компании в Китае за $200 млн, но сохранила за собой место в совете директоров и право на ежегодное лицензионное вознаграждение.

### 2021
В марте 2021 года компания объявила о выходе на биржу через слияние со SPAC BowX Acquisition. Закрытие сделки состоялось в октябре того же года. После слияния капитализация WeWork составила $9 млрд, что практически в пять раз меньше значений 2019 года, когда стоимость предприятия оценивалась в $47 млрд.

### 2023
6 ноября 2023 года WeWork подала заявление о банкротстве в соответствии с «главой 11», допускающей реструктуризацию и продолжение деятельности, сообщила пресс-служба коворкинг-компании. Компания, которая намеревалась произвести революцию в офисной недвижимости, не справилась c дорогостоящими договорами аренды на $13 млрд, которые она подписала до пандемии COVID-19, и низкой заполняемостью своих помещений на фоне роста популярности гибридной работы, отмечает Financial Times.

## Бизнес-модель
Аналитики выделяют две основные проблемы бизнес-модели WeWork и, соответственно, причины провальной заявки на IPO.
Первой проблемой стала конкуренция. Несмотря на то, что Softbank заявляла о WeWork как о технологическом стартапе, он им не являлся. Коворкинги разных операторов не имели существенных различий между собой, а открыть его могли многие, в том числе крупные ретейлеры, оптимизирующие свои площади. При этом порог входа в бизнес невелик: многие могут взять недвижимость в аренду для последующей субаренды, мебель для отделки может быть дешёвой и не новой, а небольшие операторы коворкингов могут быть более гибкими в отношениях с клиентами.
Вторая и основная уязвимость бизнес-модели заключается в том, что WeWork заключает долгосрочные договоры аренды на крупные объекты недвижимости, и затем сдаёт их в субаренду на короткие сроки мелким субарендаторам. В документах SEC от 24 августа 2019 года говорится, что компания подвержена значительным рискам в случае экономического спада: «экономический спад или последующее снижение арендных ставок на рынке может <…> отрицательно повлиять на результаты нашей деятельности», так как у компании были будущие обязательства перед арендодателями на сумму в $47 млрд против $4 млрд будущих обязательств от арендаторов. При рецессии выручка WeWork падает, так как компании сокращают свои офисные площади или отказываются от них, а обязательства по уплате арендных платежей сохраняются. В связи с этим компании требуются существенные финансовые резервы на покрытие обязательств в периоды экономического спада.
Кроме того, компания исторически являлась убыточной: в 2018 убытки составили $1.9 млрд при выручке $1.8 млрд, в первые три квартала 2019 года убытки составили $2.6 млрд при выручке $2.4 млрд.
Своё влияние оказали и поведение Неймана, и его «предполагаемое самообогащение». Его частые распродажи акций и сдача компании в аренду принадлежащих ему зданий были обнаружены и опубликованы в 2019 году в The Wall Street Journal. Конечным результатом стал получение SoftBank контроля над компанией и снижение оценки до $8 млрд, что значительно меньше $13 млрд, вложенных в неё.

### Бывшие руководители и WeWork
По состоянию на июнь 2019 года три бывших руководителя находились на разных этапах судебного разбирательства с WeWork: один заявлял о дискриминации по возрасту, один — о сексуальных домогательствах, а третий — о гендерном неравенстве в заработной плате.

### WeWork и SoftBank
В апреле 2020 года SoftBank, контролирующий акционер WeWork, отозвал своё предложение на покупку акций на сумму $3 млрд у части основных акционеров WeWork. SoftBank сослался на неполучение WeWork определённых разрешений регулирующих органов, новые уголовные и гражданские расследования и действия правительства в связи с пандемией COVID-19 в качестве причины для отзыва предложения. В свою очередь, специальный комитет совета директоров WeWork подал в суд на SoftBank по поводу отзыва предложения покупки акций.
4 мая 2020 года бывший генеральный директор Адам Нейман подал в суд от своего имени на SoftBank за отзыв предложения на сумму $3 млрд.

## WeWork в России
Генеральным директором компании в России, а также в Центральной и Восточной Европе, назначен Михаил Коноплёв в октябре 2017 года. В марте 2021 года генеральным директором WeWork в этих регионах был назначен Андрей Жамкин. В сентябре 2018 года компания арендовала 4300 м2 в деловом квартале «Красная Роза», в ноябре — 3200 м2 в галерее «Якиманка 26», а в декабре — 5900 м2 в бизнес-центре «Белая Площадь».

## Телесериал
Об истории компании в 2022 году вышел игровой мини-сериал.